# Бригс, Генри
Генри Бригс (в части источников: Бриггс или Бригг, англ. Henry Briggs; февраль 1561, Уорлейвуд, Йоркшир — 26 января 1630, Оксфорд) — английский математик, профессор математики в Грешем-колледже (Лондон), затем в Оксфордском университете, создатель первых таблиц десятичных логарифмов.
В честь учёного названы пик Бригса в Антарктиде (1962 год) и кратер на видимой стороне Луны (1935 год).

## Биография и научная деятельность
Генри Бригс родился в феврале 1561 года в Уорлейвуде в английском графстве Йоркшир. В 1577 году поступил в колледж Святого Иоанна Кембриджского университета, который окончил в 1581 году. В 1855 году получил степень магистра, в 1588 году избран членом колледжа Святого Иоанна, в 1592 году начал там преподавание.
В период 1596—1619 Бригс — профессор геометрии в только что основанном Грешем-колледже (Лондон), Ко времени Бригса университеты Оксфорда и Кембриджа в значительной степени утратили своё научное значение и по-прежнему придерживались средневековых представлений о науке. Как растущая морская держава, Англия срочно нуждалась в распространении и развитии самых современных математических методов для навигации, поэтому Томас Грешем и основал колледж, в котором различные профессора должны были читать публичные лекции по современным темам, причём не на латыни, а на английском. Кроме математики, Бригс читал лекции также по астрономии и навигации. В 1602 году он опубликовал «Таблицу для определения высоты полюса с указанным магнитным склонением», а в 1610 году — «Таблицы для улучшения навигации».

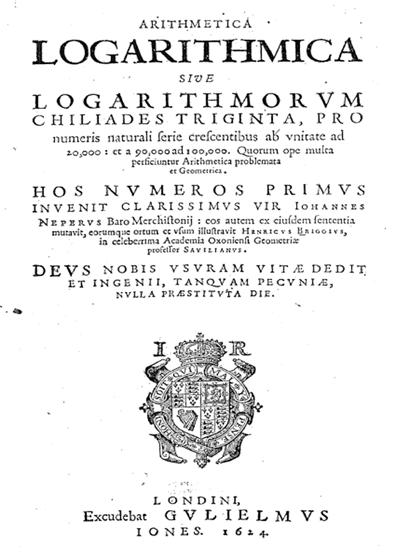
«Arithmetica Logarithmica» — таблицы десятичных логарифмов, 1624 год

Как первоклассный преподаватель и учёный, Бригс активно содействовал превращению Грешем-колледжа в главный учебный и исследовательский центр английской математики. В Грешем-колледже Бригс сформировал ядро круга коперниканцев, включая известного мореплавателя и прикладного математика Эдварда Райта, натурфилософа Уильяма Гильберта, популяризатора научных идей Томаса Бландевиля и других. Результатом стала эпохальная работа Гильберта «О магните» (De Magnete, 1600), в которую Райт и Бригс внесли свой вклад.
В это время Бригс очень интересовался астрономией, в частности, он изучал затмения. Эта тема требовала долгих и сложных вычислений, поэтому Бригс был потрясён, когда прочитал работу Непера по логарифмам (1614) и оценил, насколько это открытие упрощает и ускоряет астрономические вычисления. В письме другу Бригс пишет, что «никогда не видел книги, которая нравилась бы мне больше или заставляла бы меня больше удивляться».
В 1615 году Генри Бригс совершает утомительное четырёхдневное путешествие из Лондона в Эдинбург, чтобы повидаться в Непером и выразить ему своё восхищение. Непер в труде 1614 года использовал довольно необычную модификацию натуральных логарифмов, в которой логарифм единицы был равен 161 180 957 (см. История логарифмов). В ходе встречи с Непером Бригс предложил вычислять логарифмы по более удобному для их применения основанию 10, причём логарифм единицы должен быть равен нулю. Непер предложение Бригса одобрил и сказал, что сам планировал такую реформу, однако плохое здоровье не позволяет ему составление новых таблиц. Бригс гостил у Непера месяц, в следующем году снова его посетил, а третий визит не состоялся из-за смерти Непера весной 1617 года.
Вскоре Бригс составил и опубликовал первые таблицы десятичных логарифмов. Бригс одним из первых использовал при расчёте логарифмов метод конечных разностей и интерполирование.
- (1617, в год смерти Непера) — «Первая тысяча логарифмов» (Logarithmorum chilias prima), 14-значные логарифмы натуральных чисел, от 1 до 1000.
- (1624) — «Арифметика логарифмов» (Arithmetica logarithmica), 14-значные таблицы логарифмов натуральных чисел , от 1 до 20000 и от 90000 до 100000. Дополнительно приложены 15-значные таблицы синусов и 10-значные таблицы тангенсов и секансов. В 1628 году голландский издатель Адриан Влакк завершил этот труд Бригса, составив (с помощью Иезекииля де Деккера[англ.]) и опубликовав 10-значные таблицы десятичных логарифмов чисел от 1 до 100000[12]. Он же опубликовал 10-значные таблицы десятичных логарифмов тригонометрических функций с 10"-м шагом. Таблицы Бригса — Влакка стали первыми таблицами логарифмов, опубликованными в России (1703 год)[13].
- (1633, посмертно) — «Британская тригонометрия» (Trigonometria britannica), 14-значные таблицы логарифмов тригонометрических функций, редакция Генри Геллибранда).

За эти труды в Англии и США нередко называют десятичные логарифмы бригсовыми; они существенно упрощали сложные вычисления и получили широкое распространение. Кроме таблиц, Бригс опубликовал трактаты по геометрии, тригонометрии, навигации, а также работы по астрономии, в которых заметен его интерес к законам Кеплера, обнародованным в 1621 году. В отличие от Непера, Бригс, убеждённый пуританин, терпеть не мог астрологию, и называл её «не более чем системой безосновательного самомнения» (англ. a mere system of groundless conceits).
В семье Бригса родились два сына: Генри, который позже эмигрировал в британскую колонию Вирджиния, и Томас, который остался в Англии.
С 1619 года и до конца жизни Бригс — профессор кафедры геометрии, учреждённой в том же году Генри Савилем в Оксфордском университете. В 1620 году по рекомендации Бригса профессором астрономии в Грешем-колледже стал его друг Эдмунд Гантер — будущий изобретатель счётной (предшественницы логарифмической) линейки и автор терминов косинус, котангенс и косеканс, который также посвятил этому учебному заведению всю оставшуюся жизнь.
Помимо работы с логарифмами, он занимался картографией Северной Америки, планами судостроения и строительства каналов. Скончался в 1630 году. Похоронен в часовне Колледжа Мертона, Оксфорд. Типичной для пуританина является полностью лишённая каких-либо украшений могильная плита Бригса, на ней есть только надпись «Henricus Briggius».

## Труды

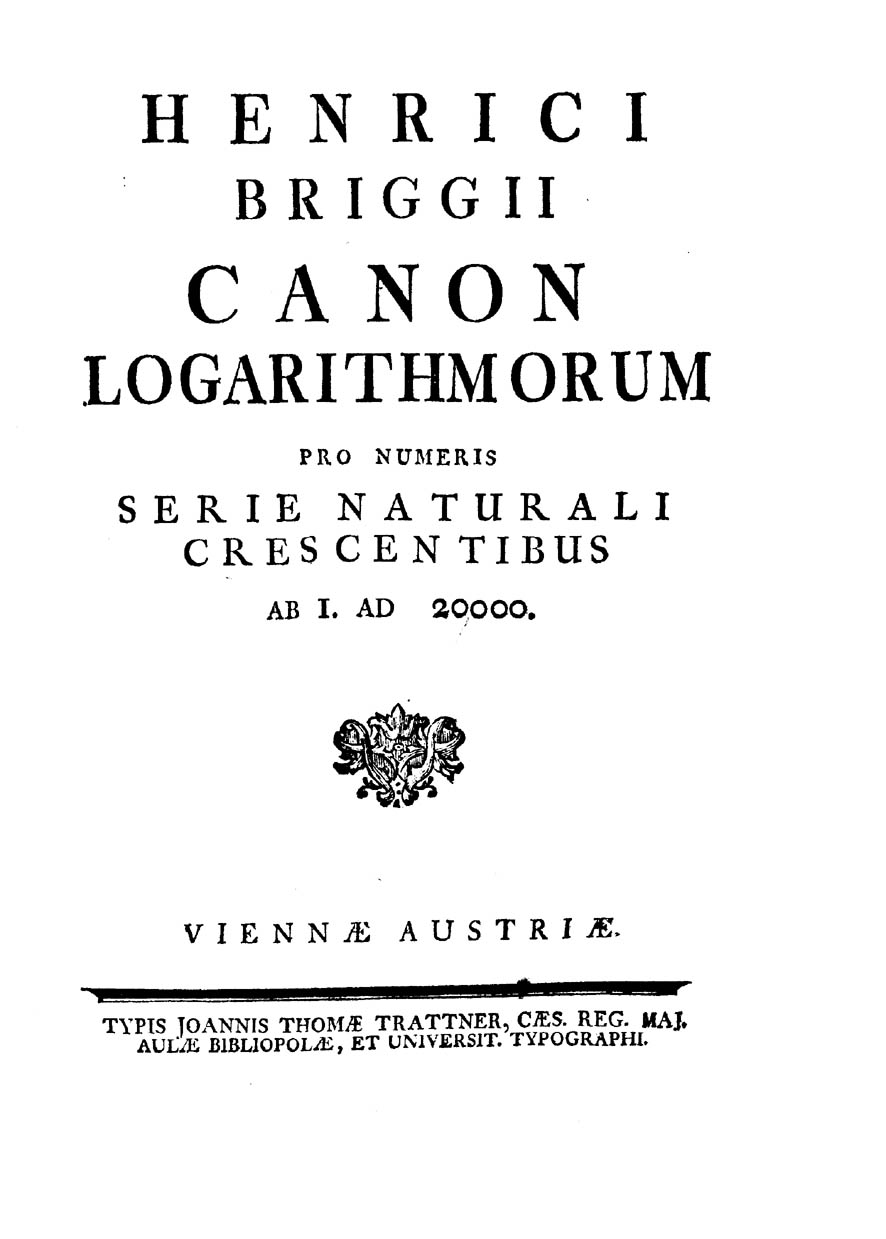
Таблицы Бригса десятичных логарифмов натуральных чисел от 1 до 100000 (дополнение Влакка, 1758 г.).

- A Table to find the Height of the Pole, the Magnetical Declination being given (London, 1602, 4to)
- Tables for the Improvement of Navigation, printed in the second edition of Edward Wright's treatise entitled Certain Errors in Navigation detected and corrected (London, 1610, 4to)
- A Description of an Instrumental Table to find the part proportional, devised by Mr Edward Wright (London, 1616 and 1618, 12rno)
- Logarithmorum Chilias prima (London, 1617, 8vo) (http://locomat.loria.fr contains a reconstruction of this table)
- Lucubrationes et Annotationes in opera posthuma J. Neperi (Edinburgh, 1619, 4to)
- Euclidis Elementorum VI. libri priores (London, 1620. folio)
- A Treatise on the North-West Passage to the South Sea (London, 1622, 4to), reprinted in Samuel Purchas's Pilgrims, vol. iii. p. 852
- Arithmetica Logarithmica (London, 1624, folio) (http://locomat.loria.fr contains a reconstruction of this table)
- Trigonometria Britannica (Goudae, 1633, folio) (http://locomat.loria.fr contains a reconstruction of this table)
- Two Letters to Archbishop James Usher
- Mathematica ab Antiquis minus cognita.

Не опубликованы
- Commentaries on the Geometry of Peter Ramus
- Remarks on the Treatise of Longomontanus respecting the Quadrature of the Circle